# Anna Mąka
Anna Mąka (ur. 18 lutego 1948 w Skomielnej Czarnej) – polska saneczkarka, olimpijka z Grenoble 1968.
Zawodniczka reprezentująca kluby: Olsza Kraków (w latach 1966–1968) i SN PTT Zakopane (1969–1973). Startowała w konkurencji jedynek. Wicemistrzyni Polski w latach 1968, 1970, 1973. 
Uczestniczyła w mistrzostwach świata w latach:
- 1967, podczas których zajęła 9. miejsce,
- 1970, podczas których zajęła 13. miejsce.

W roku 1967 uczestniczka mistrzostw Europy, podczas których zajęła 7. miejsce w jedynkach.
Na igrzyskach olimpijskich w 1968 wystartowała w konkurencji jedynek, zajmując 7. miejsce na 26 zawodniczek, które wystartowały w zawodach.
Po olimpiadzie, w maju 1968 przystąpiła do zdawania egzaminów maturalnych. Jest absolwentką Technikum Kolejowego w Krakowie w klasie o specjalności „Urządzenia sterowania ruchem kolejowym”, a jej szkolnymi wychowawcami byli: inż. Józef Frankiewicz i mgr inż. Janina Sipowicz.